# 長尾川 (静岡県)
長尾川（ながおがわ）は、静岡県静岡市葵区・清水区を流れる二級河川である。

## 地理
巴川水系最大の支川である。  
竜爪山東麓（静岡市葵区平山）に源を発し、「平山口」からの登山ルート沿いの源流域には「三丁目の滝」「五丁目の滝」「縁結の滝」「肝冷しの滝」「竜走の滝」と呼ばれる滝群が見られる。
「平山口」から2kmほど流下すると、右岸から市原沢が合流し、ここが二級河川としての管理起点となっている。
管理起点からさらに1kmほど流下すると、同じく右岸から則沢川が合流する。
中流部（静岡市立竜爪中学校付近）には、水辺に親しめるよう水辺散策路が整備されている。
中下流部は典型的な扇状地河川で、河川縦断勾配 1/200 程度の天井川になっている。
川床から地下に浸透した水は伏流水となり、葵区瀬名にある弁天池や川合水源之神池にも湧出するなど、瀬名鳥坂自噴帯を形成している。
なお、徳川家康が晩年に鷹狩の際にこの川で従者に古泳を披露した逸話がある。

## 治水の歴史
源流部の山地は糸魚川・静岡構造線沿いの断層破砕帯で崩壊しやすい土質であり、大雨時には多くの上砂が送出され、合流先の巴川の流下をも妨げる傾向がある。
度重なる水害を軽減するため、1907年（明治40年）より5年の歳月をかけ、長尾川の合流点を巴川と平行して下流に伸ばし、水はけを良くする大改修が行われた。

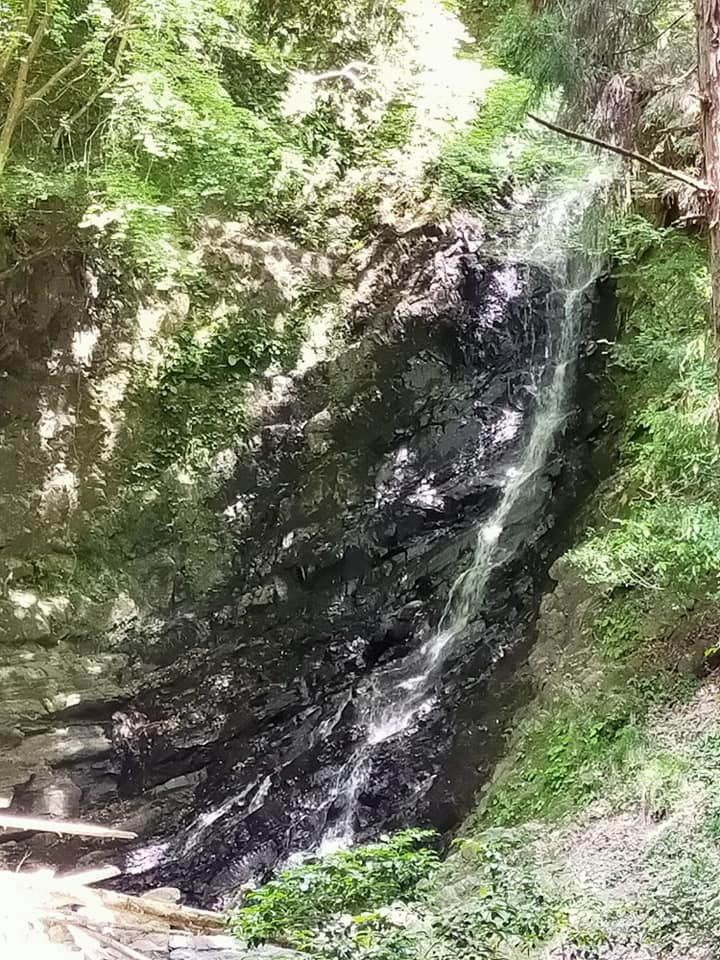
肝冷しの滝（静岡市葵区平山）
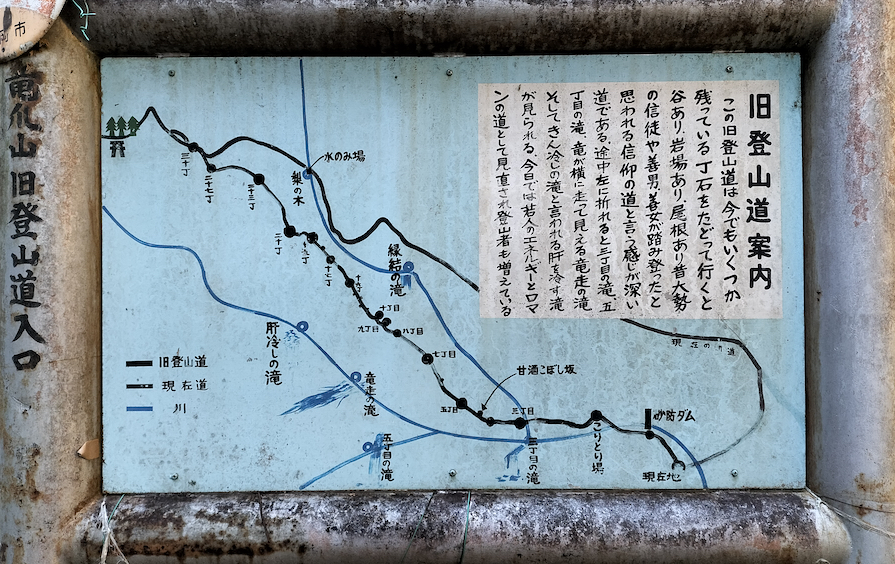
登山ルート「平山口」案内図（静岡市葵区平山）
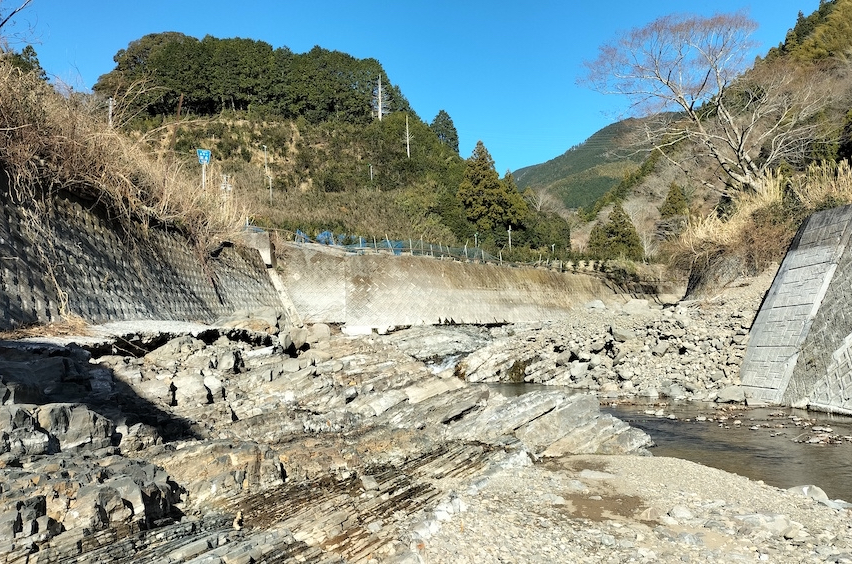
管理起点付近の川床（静岡市葵区平山）
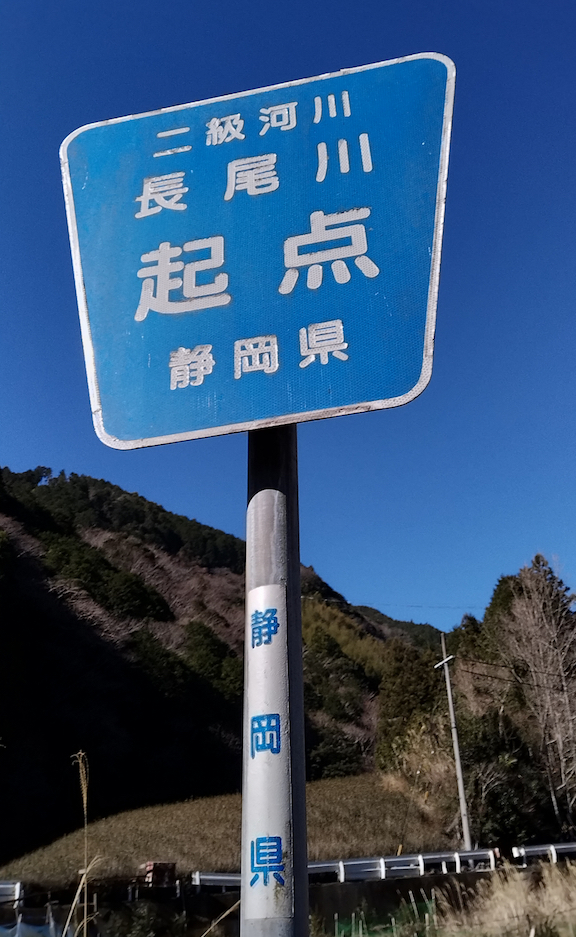
管理起点標識（静岡市葵区平山）
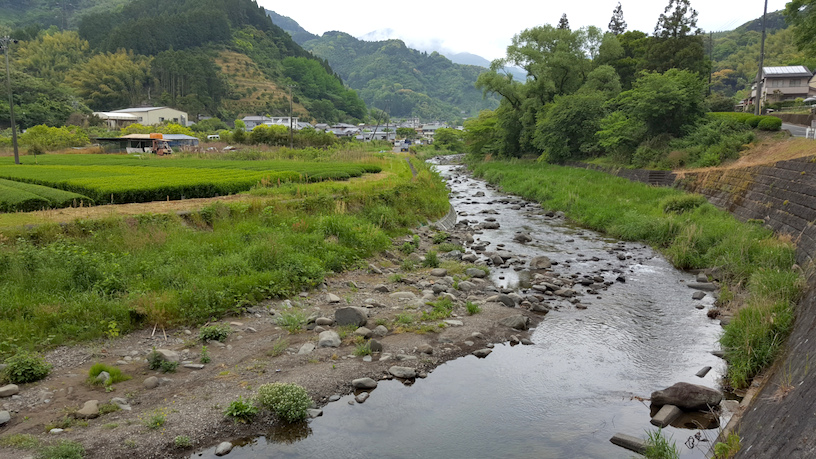
長尾川上流（静岡市葵区長尾）
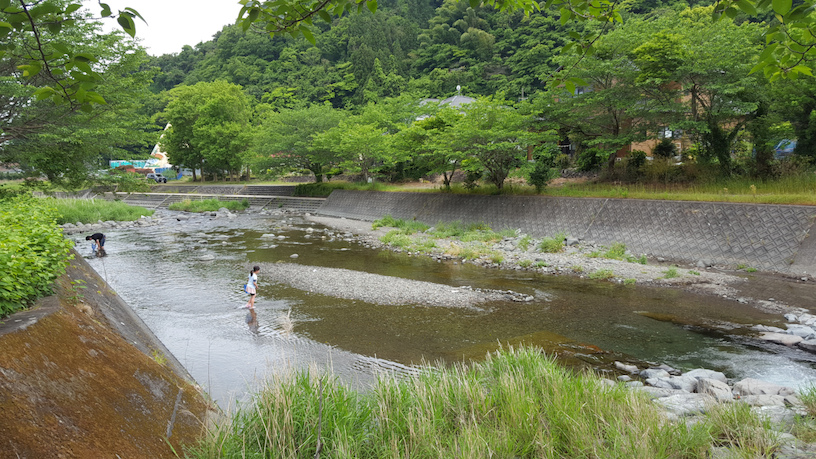
長尾川中流（静岡市葵区瀬名）
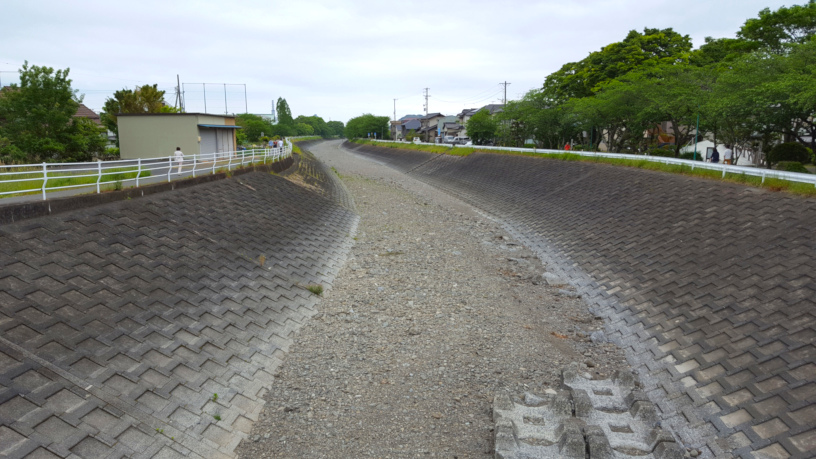
長尾川下流（静岡市葵区川合）
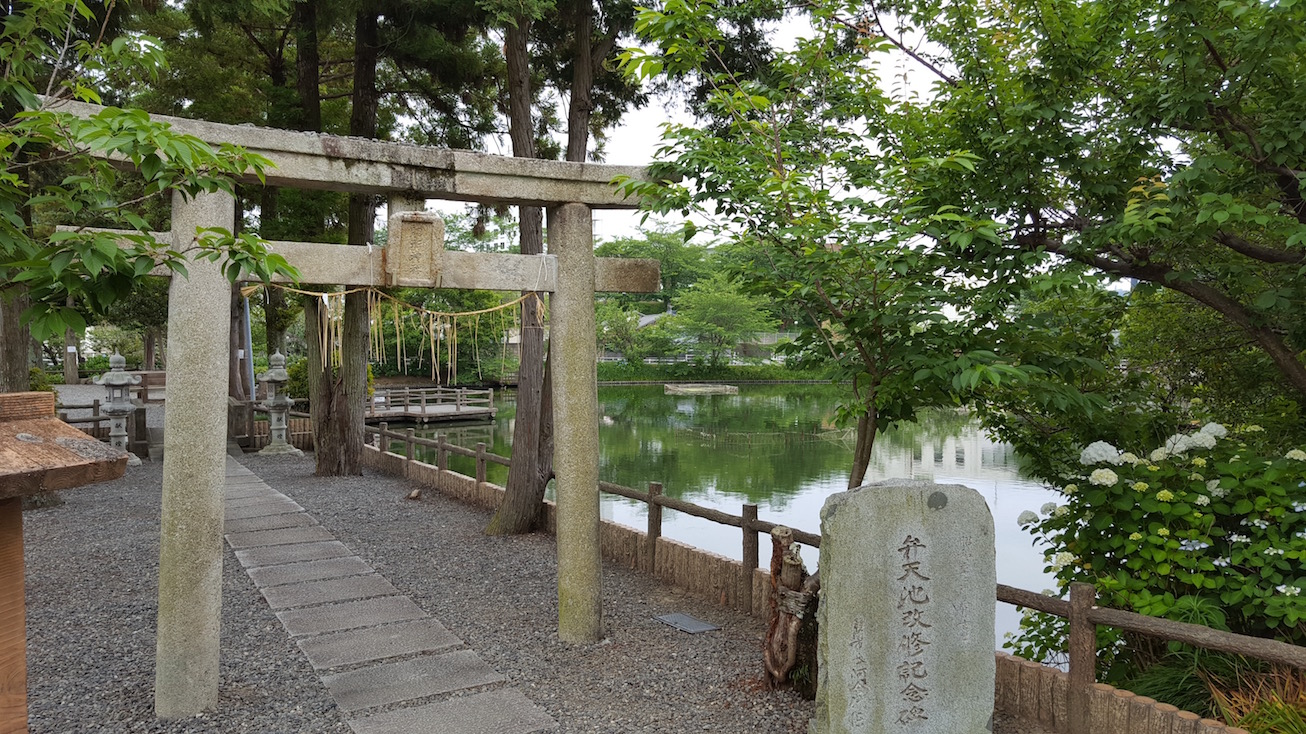
弁天池（静岡市葵区瀬名）
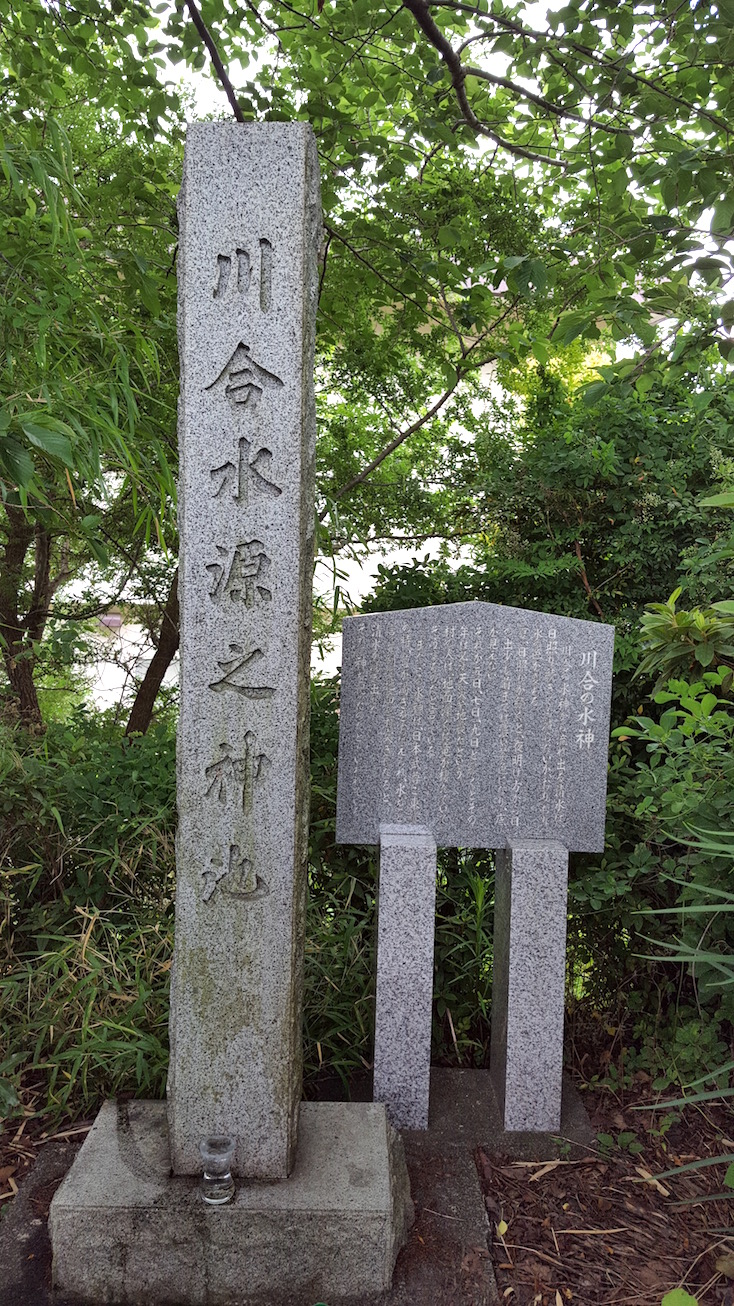
川合水源之神池の碑（静岡市葵区川合）
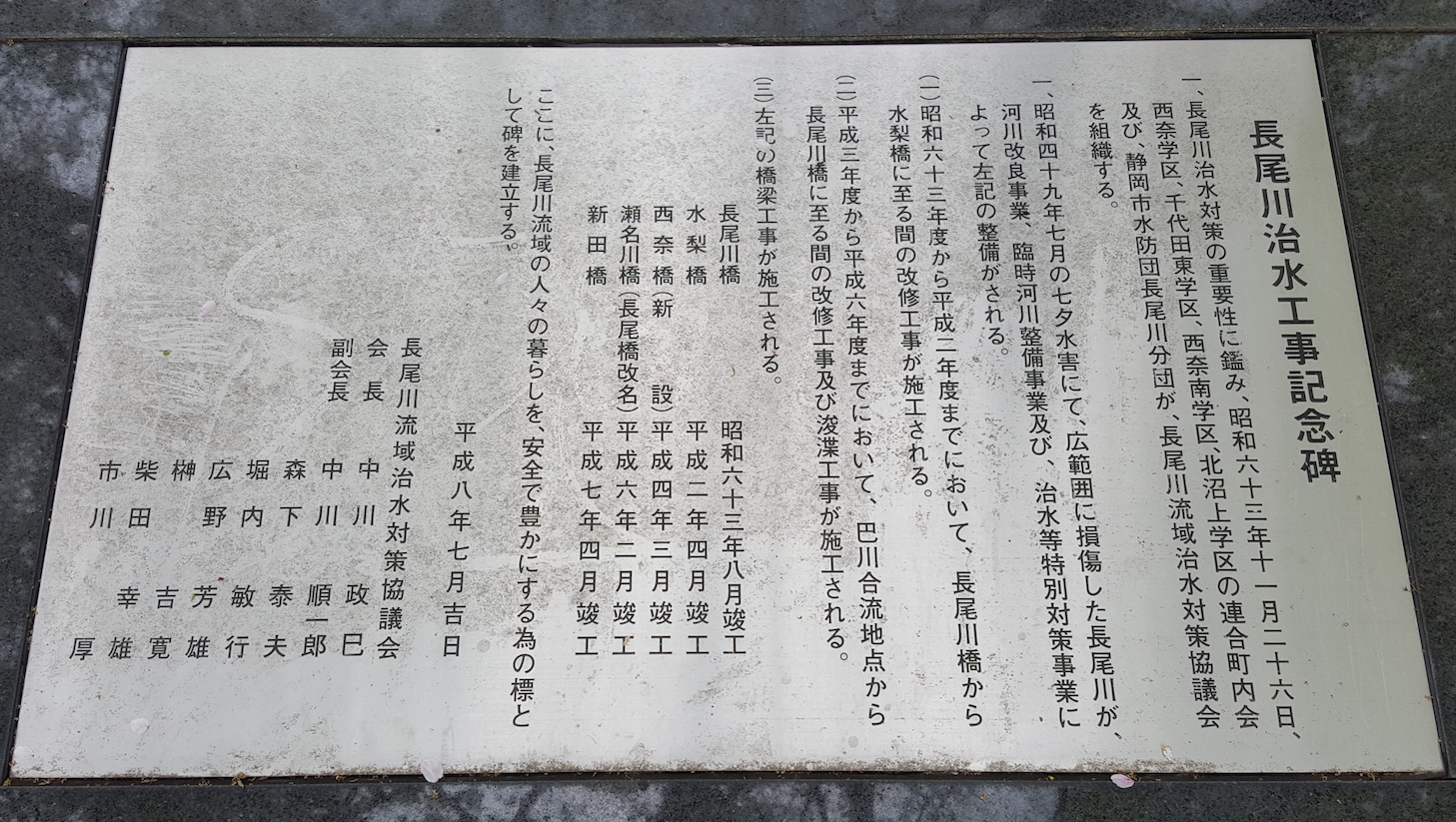
長尾川治水工事記念碑（静岡市葵区瀬名）